# Wim Umboh
Wim Umboh lub Ahmad Salim (ur. 26 marca 1933 w Watulinei, zm. 24 stycznia 1996 w Dżakarcie) – indonezyjski reżyser filmowy, należący do głównych przedstawicieli kinematografii indonezyjskiej w okresie Nowego Ładu. Za swoje produkcje był wielokrotnie honorowany nagrodą Citra (Festival Film Indonesia).

## Filmografia
- Dibalik Dinding (1955)
- Kasih Ibu (1955)
- Terang Bulan Terang Di Kali (1956)
- Kunang-kunang (1957)
- Arriany (1958)
- Djuara Sepatu Roda (1958)
- Tiga Mawar (1959)
- Istana yang Hilang (1960)
- Mendung Sendja Hari (1960)
- Djumpa Diperjalanan (1961)
- Bintang Ketjil (1963)
- Kunanti Djawabmu (1964)
- Matjan Kemajoran (1965)
- Apa Jang Kau Tangisi (1965)
- Sembilan (1967)
- Laki-Laki Tak Bernama (1969)
- Isamar (1969)
- Dan Bunga-bunga Berguguran (1970)
- Pengantin Remaja (1971)
- Biarlah Aku Pergi (1971)
- Perkawinan (1972)
- Mama (1972)
- Tokoh (1973)
- Senyum di Pagi Bulan September (1974)
- Cinta (1975)
- Smile On A December Morning (1975)
- Sesuatu yang Indah (1976)
- Kugapai Cintamu (1977)
- Kembang-kembang Plastik (1977)
- Yang Negara Si Wanita (1978)
- Pengemis Dan Tukang Becak (1978)
- Disini Cinta Pertama Kali Bersemi (1980)
- When Love Breaks Through (1980)
- Hidup Tanpa Kehormatan (1981)
- Putri Seorang Jenderal (1981)
- Perkawinan 83 (1982)
- Pengantin Pantai Biru (1983)
- Johanna (1983)
- Kabut Perkawinan (1984)
- Biarkan Kami Bercinta (1984)
- Permata Biru (1984)
- Pondok Cinta (1985)
- Serpihan Mutiara Retak (1985)
- Secawan Anggur Kebimbangan (1986)
- Merpati Tak Pernah Ingkar Janji (1986)
- Aku Benci Kamu (1987)
- Tatkala Mimpi Berakhir (1987)
- Seputih Kasih Semerah Luka (1988)
- Selamat Tinggal Jeanette (1988)
- Arini II (1988)
- Adikku Kekasihku (1989)
- Kristal-kristal Cinta (1989)
- Bercinta Dalam Mimpi (1989) – rola aktorska
- Pengantin (1990)
- Ayu Genit (1990)
- Pengantin Remaja (1991) – serial telewizyjny